# Клементе Монтес
Клементе Монтес (ісп. Clemente Montes, нар. 25 квітня 2001, Вітакура) — чилійський футболіст, нападник клубу «Універсідад Католіка» та національної збірної Чилі.

## Клубна кар'єра
Народився 25 квітня 2001 року в місті Вітакура. Вихованець футбольної школи клубу «Універсідад Католіка». Дорослу футбольну кар'єру розпочав 2020 року в основній команді того ж клубу, в якій провів два сезони, взявши участь у 38 матчах чемпіонату. Протягом цього періоду двічі, у 2020 і 2021 роках, ставав чемпіоном Чилі.
Протягом частини 2023 року на правах оренди захищав кольори іспанської команди «Сельта Б», після чого повернувся до «Універсідад Католіка».

## Виступи за збірну
2021 року провів три офіційні матчі за національну збірну Чилі. У її складі був включений до заявки на розіграш Кубка Америки 2021 у Бразилії, де на поле, утім, не виходив.
| Дата       | Місто         | Господарі | Результат | Гості   | Турнір           | Голи | Примітки |
| ---------- | ------------- | --------- | --------- | ------- | ---------------- | ---- | -------- |
| 27-3-2021  | Ранкагуа      | Чилі      | 2 – 1     | Болівія | товариський матч | -    | 88'      |
| 8-12-2021  | Остін (Техас) | Мексика   | 2 – 2     | Чилі    | товариський матч | -    | 65'      |
| 11-12-2021 | Лос-Анджелес  | Сальвадор | 0 – 1     | Чилі    | товариський матч | -    | 66'      |
| Усього     |               | Матчів    | 3         |         | Голів            | 0    |          |

## Титули і досягнення
- Чемпіон Чилі (2):

«Універсідад Католіка»: 2020, 2021
- Володар Суперкубка Чилі (2):

«Універсідад Католіка»: 2020, 2021